# Medina Dixon
Medina Dixon (ur. 2 listopada 1962 w Norfolk, zm. 8 listopada 2021) – amerykańska koszykarka występująca na pozycjach silnej skrzydłowej lub środkowej, reprezentantka kraju, mistrzyni świata oraz brązowa medalistka olimpijska.
W 1981 poprowadziła drużynę swojego liceum Cambridge Rindge & Latin do mistrzostwa stanu szkół średnich.
Podczas swojej kariery zawodniczej występowała w Izraelu, Japonii, Rosji oraz we Włoszech.
Od listopada 1998 zmagała się z epilepsją. Zmarła 8 listopada 2021 z powodu raka trzustki.

## Osiągnięcia
Na podstawie, o ile nie zaznaczono inaczej.

### NCAA
- Mistrzyni NCAA (1985)
- Uczestniczka rozgrywek:
  - NCAA Final Four (1983,1985)
  - Elite 8 turnieju NCAA (1983–1985)
  - Sweet 16 turnieju NCAA (1982–1985)
- Mistrzyni:
  - turnieju konferencji Sunbelt (1983–1985)
  - sezonu regularnego Sunbelt (1983–1985)
- Koszykarka roku konferencji Sunbelt NCAA (1985)
- MVP turnieju East Regional (1983–1985)
- Zaliczona do:
  - I składu Naismith All-American (1984, 1985)
  - składu honorable mention All-American (1983)
- Drużyna Old Dominion Lady Monarchs zastrzegła należący do niej numer 13 (2011)

### Inne
Drużynowe
- Zdobywczyni Pucharu Ronchetti (1997)
- Mistrzyni Rosji (1996,1997)

Indywidualne
- Wybrana do galerii sław sportu:
  - stanu Alabama – Alabama Sports Hall of Fame (2013)
  - hrabstwa Morgan – Morgan County Sport Hall of Fame (2017)
  - ODU Athletics Hall of Fame (2017)
  - Cambridge Rindge & Latin High School Alumni Hall of Fame (1997)

### Reprezentacja
- Mistrzyni:
  - świata (1990)[7][8]
  - igrzysk dobrej woli (1990)[9]
- Brązowa medalistka igrzysk:
  - olimpijskich (1992)[10][11]
  - panamerykańskich (1991)[12]
- Uczestniczka mistrzostw Ameryki (1989 – 4. miejsce)[13]
- Liderka igrzysk olimpijskich w skuteczności rzutów z gry (1992 – 67,3%)[14]